# Két hét múlva örökké
A Két hét múlva örökké (eredeti cím: Two Weeks Notice) 2002-ben bemutatott amerikai romantikus filmvígjáték, melyet Marc Lawrence írt és rendezett. A főbb szerepekben Sandra Bullock és Hugh Grant látható.

## Cselekmény
Lucy Kelson intelligens, magas szintű kompetenciával rendelkező, liberális ügyvéd. Műemlékvédelemre, környezetvédelmi jogra és pro bono ügyekre szakosodott New Yorkban. George Wade arrogáns, önző milliárdos, ingatlanfejlesztő és nőcsábász, aki meglehetősen naiv a hétköznapi életben. Lucy kemény munkája és mások iránti odaadása éles ellentétben áll George gyerekes könnyelműségével és kapzsiságával.
Lucy akkor találkozik George-dzsal, amikor Lucy egy utcai tüntetésen próbálja megakadályozni Coney Island pusztulását. A helyi közösségi ház lebontását szeretné megakadályozni, ahova az emberek szívesen járnak a társaság kedvéért. Megtudva, hogy a lány a tekintélyes Harvard Egyetem jogi karán végzett, a férfi megpróbálja felvenni őt régi főtanácsadója helyére, figyelmen kívül hagyva az ingatlanfejlesztésről alkotott ellentétes nézeteiket. Lucy elfogadja az ajánlatot, miután a férfi megígéri, megvédi a közösségi központot a lebontástól.
Lucy hamarosan rájön, hogy a férfinak tanácsadásra és az élet minden területét átfogó támogatásra van szüksége. Nélkülözhetetlen segítőjévé válik, és George apróságok miatt hívogatja őt a nap minden órájában. Lucynak idővel elege lesz és bejelenti két hét múlva esedékes felmondását. Lucy más cégeknél is munkát keres, de George nyomására mindegyik lehetséges munkaadó nemet mond: a férfi arra számít, ezáltal továbbra is meg tudja tartani őt. Lucy felajánlja, segít neki utódot találni, de a közös munka során öntudatlanul is közel kerültek egymáshoz és egymásra lettek utalva. Amikor a potenciális interjúalany, June Carver bejelentkezés nélkül megjelenik és az állásra pályázik, Lucy aggódni kezd, hogya lánynak nincs ingatlanos tapasztalata. George meglátja a csinos és fiatal June-t és azonnal vonzódni kezd hozzá. A féltékeny Lucy versengeni kezd utódjával.
Lucy megtudja, hogy George ígérete ellenére a közösségi házat le fogják rombolni, és kérdőre vonja őt hazugsága miatt. George szerint ez a bátyja döntése volt (mivel az épület közös tulajdonuk), különben anyagilag mindketten tönkrementek volna. Lucy ezt nem fogadja el és távozik, miután George azzal vádolja, hogy szenteskedő módon mindenki mást rossz színben tüntet fel – pedig ők is emberek, akik hibázhatnak.
Lucy távozása után, a vele töltött időre visszaemlékezve George rádöbben, meg kell változnia. Az új munkahelyén Lucy is rájön, mennyire hiányzik neki a férfi. George megkeresi őt és közli, hogy betartotta a neki tett ígéretét, saját vagyona elvesztése árán megmentve a közösségi házat. Bevallják egymásnak érzéseiket, ezután Lucy aprócska lakásába költöznek.
A film DVD-változatában George és Lucy esküvői jelenete is szerepel. George és Lucy a közösségi házban házasodtak össze a család és a barátok jelenlétében.

## Szereplők

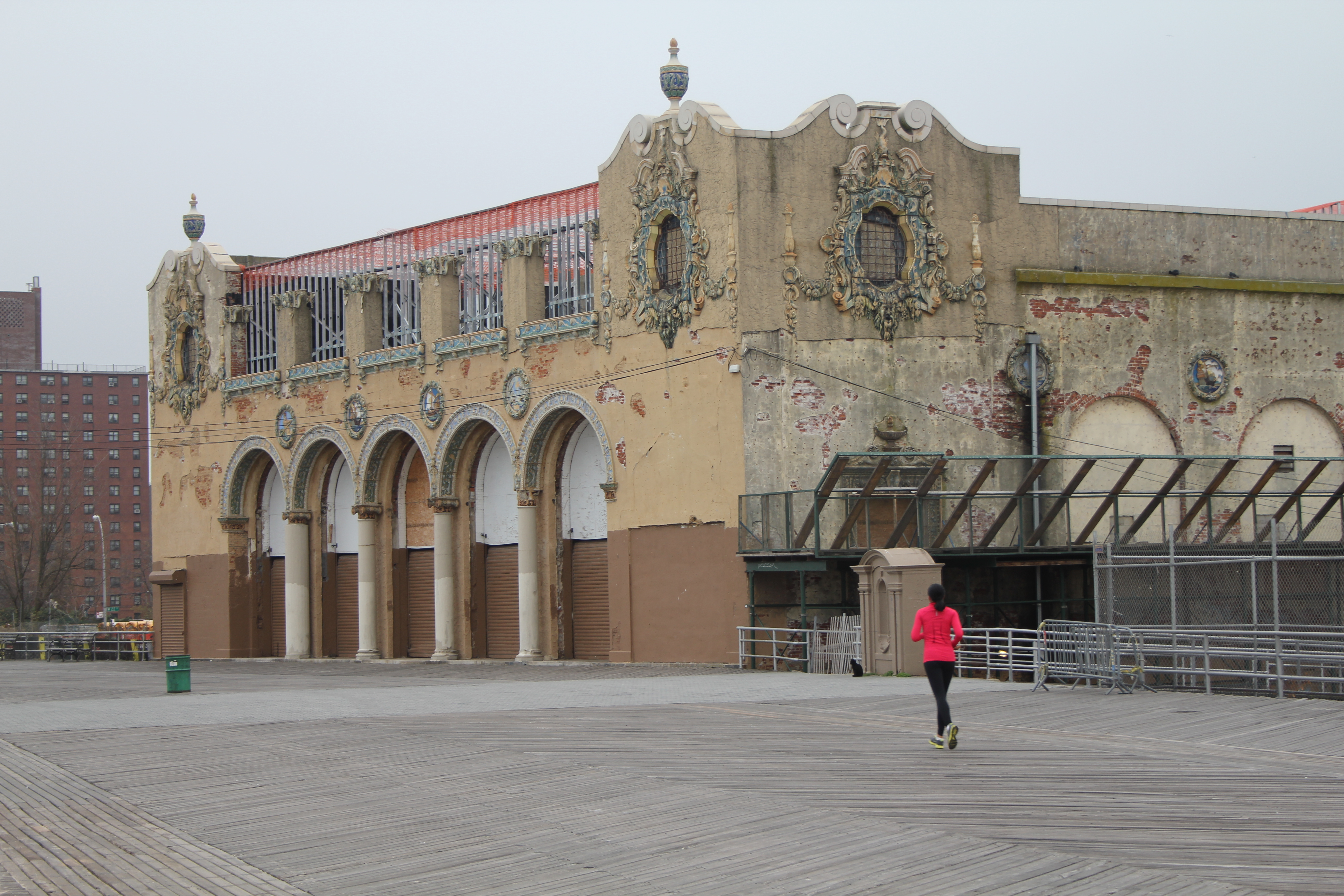
A „Coney Island-i közösségi központ”, amelyet a filmben Lucy szeretne megőrizni, valójában ez a Childs Restaurant at West 21st Street. Egy hónappal a film bemutatója után New York-i műemlékké lett nyilvánítva. Később bezárt (a kép a 2013-as állapotban mutatja), és felújítás után a Ford Amphitheater at Coney Island része lett

| Szerep                     | Színész         | Magyar hang         |
| -------------------------- | --------------- | ------------------- |
| George Wade                | Hugh Grant      | Stohl András        |
| Lucy Kelson ügyvédnő       | Sandra Bullock  | Für Anikó           |
| June Carter                | Alicia Witt     | Ruttkay Laura       |
| Ruth Kelson                | Dana Ivey       | Andai Györgyi       |
| Larry Kelson               | Robert Klein    | Perlaki István      |
| Meryl Brooks               | Heather Burns   | Balázsovits Edit    |
| Howard Wade, George bátyja | David Haig      | Tarján Péter        |
| Tony                       | Dorian Missick  | Kálloy Molnár Péter |
| Norman                     | Jason Antoon    | Fesztbaum Béla      |
| Polly St. Clair            | Sharon Wilkins  | Braun Rita          |
| Helen Wade                 | Charlotte Maier | Orosz Helga         |
| önmaga (cameo)             | Mike Piazza     |                     |
| önmaga (cameo)             | Donald Trump    |                     |
| önmaga (cameo)             | Norah Jones     | eredeti nyelven     |

## Fogadtatás

### Bevételi adatok
A film költségvetése kb. 60 millió amerikai dollár volt. Bár a nyitóhétvégén csak nagyjából 20 millió dollár bevételt hozott, a viszonylag alacsony indulás után a film végül 93,3 millió dollár összebevételt ért el.

### Kritikai visszhang
A film a nézők körében aránylag sikert aratott, de a kritikusok az „átlagos” jelzővel illették.

## Elhangzó dalok
- Baby, You've Got What It Takes – Dinah Washington and Brook Benton
- Bailo Con El Ritmo – Bandidas De Amor
- Big Yellow Taxi – Counting Crows
- With Plenty Of Money And You – Dick Hyman
- It's On Tonight – Smoke
- Magic Moments – Perry Como
- Comin' Home Baby – Mel Torme
- Cugi's Cockails (Hully-Gully Cha Cha) – Xaver Cugat
- Respect – Aretha Franklin
- Hat And Feet – Fountains Of Wayne
- God Bless The Child – Stanley Turrentine
- Papa's Got A Brand New Bag – James Brown
- If I Had You – Dick Hyman
- Mais Omi Mambo – Billy May
- Takein' Care Of Business – Bachman-Turner Overdrive
- Come Fly With Me – David Foster
- The Nearness Of You – Norah Jones
- Where Is The Love? – Roberta Flack, Donny Hathaway
- The Look Of Love – Dusty Springfield
- The Way – Dana Glover
- Love Is A Beautiful Thing – Al Green